# 贩卖电视台的时间
《販卖電視台的時間》（韓語：방송국의 시간을 팝니다），簡稱《販電時》（韓語：방시팝），是2015年12月10日开始tvN播放的电视节目。張東民、兪世潤、李常敏、劉在煥做出自己方式作电视节目。

## 成員
| 姓名                  | 生日           | 備註 |
| --------------------- | -------------- | ---- |
| - 張東民 - （장동민） | 1979年7月20日  |      |
| - 兪世潤 - （유세윤） | 1980年9月12日  |      |
| - 李常敏 - （이상민） | 1973年6月24日  |      |
| - 劉在煥 - （유재환） | 1989年10月31日 |      |

## 外部連結
- 官方网站（韓國tvN）
- 贩卖电视台的时间的Facebook專頁 